# Val d'Ille Classic
De Val d'Ille Classic is een Franse wielerwedstrijd die jaarlijks in april werd verreden. In 2001 werd de koers voor het eerst verreden als amateurwedstrijd. Sinds 2010 maakte de Val d'Ille Classic onderdeel uit van de UCI Europe Tour, aanvankelijk met een classificatie van 1.2, sinds 2013 is de classificatie 1.1, waardoor ook ploegen uit de UCI World Tour mee mochten doen.
In 2007 won de eerst niet-Fransman de koers, namelijk de Belg David Piva.
In 2014 kon de koers niet doorgaan wegens financiële problemen. De organisatie gaf aan te hopen dat de editie van 2015 wel door kon gaan, maar dit is niet gebeurd.